# Larnach Castle

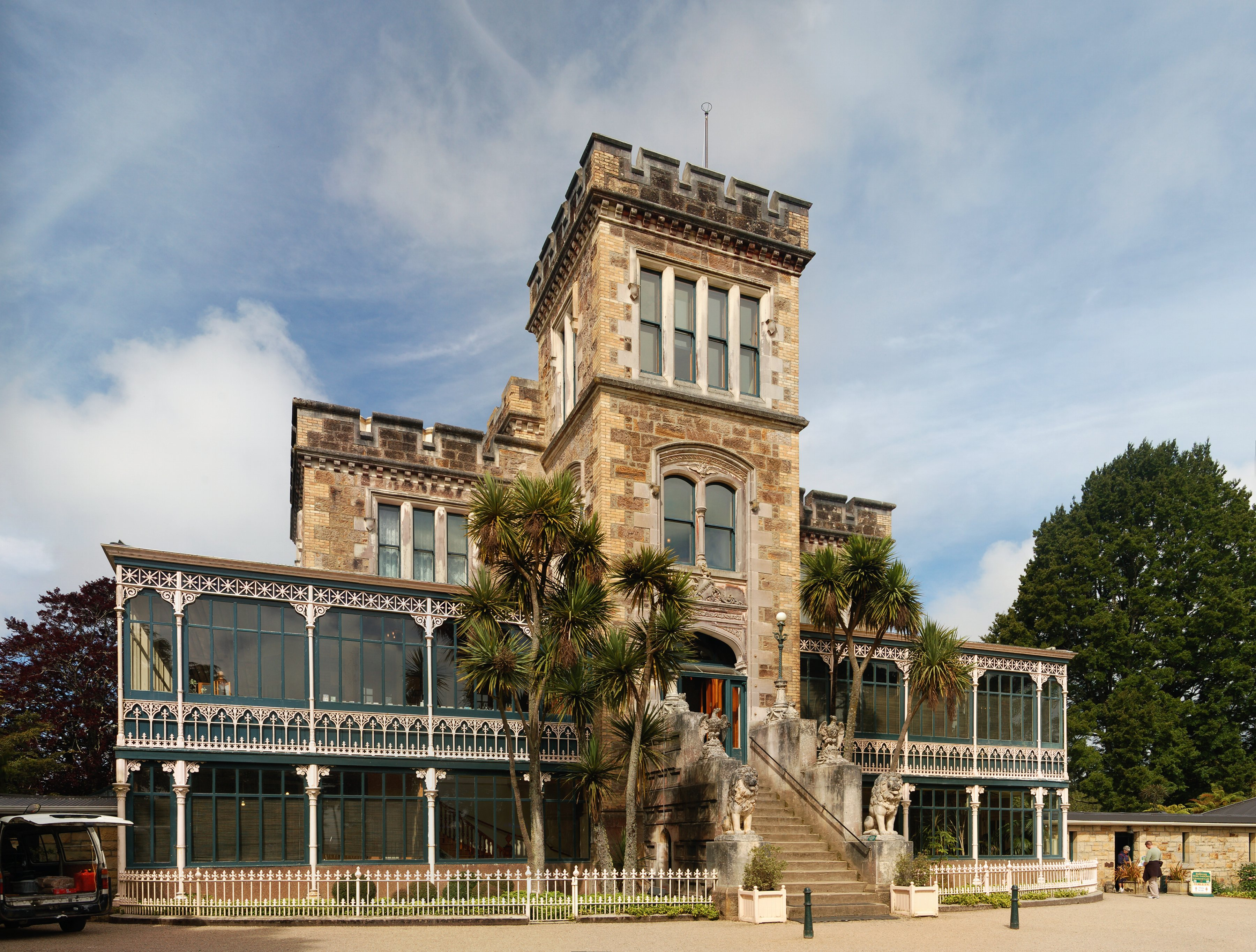
Larnach Castle

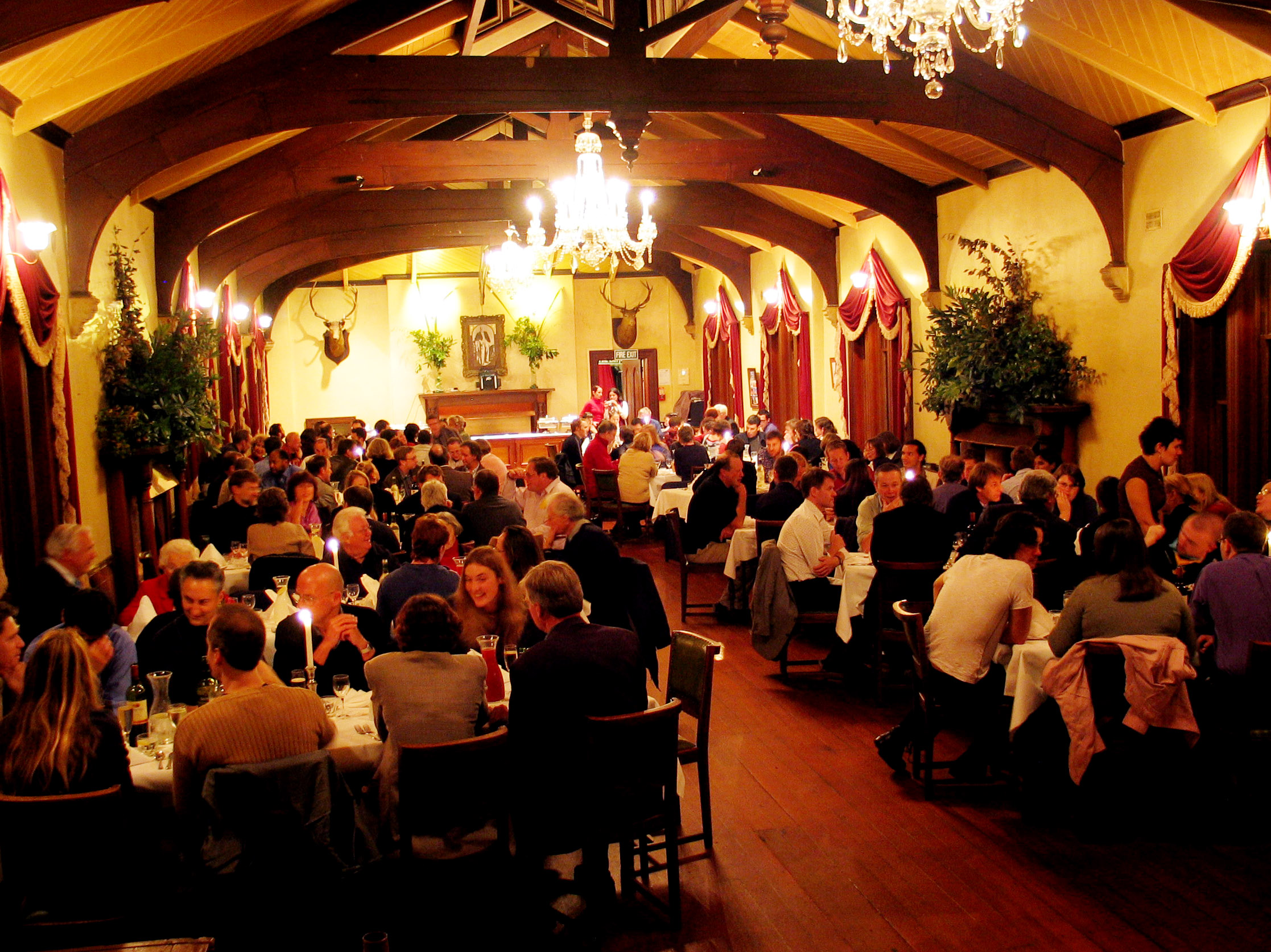
Balzaal

Larnach Castle (vaak ten onrechte aangeduid als Larnach's Castle), is een imposant herenhuis op het schiereiland Otago Peninsula op het Zuidereiland in Nieuw-Zeeland. Het ligt dicht bij Pukehiki.
Het werd gebouwd tussen 1873 en 1887 als de residentie van William Larnach, een vooraanstaand ondernemer en politicus in het koloniale Nieuw-Zeeland. De architect was R.A. Lawson, die ook verantwoordelijk is voor vele andere gebouwen in Dunedin. Het huis heeft 43 kamers en een balzaal en had een staf van 46 personeelsleden. De balzaal werd gebouwd als 21e verjaardagscadeau voor Larnachs dochter Kate in 1886. Na een reeks van persoonlijke en financiële tegenslagen pleegde hij zelfmoord in oktober 1898.
Het huis raakte in verval en werd in 1967 gekocht door Barry en Margaret Barker, die het herstelden.
Larnach Castle biedt een spectaculair uitzicht over Otago Peninsula en Otagi Harbour en is 10 kilometer van het stadscentrum.
Het huis is regelmatig open voor het publiek.